# Unbestellte Leistung (Deutschland)
Eine unbestellte Leistung (früher: Lieferung unbestellter Sachen) liegt im Recht Deutschlands vor, wenn ein Unternehmer einem Verbraucher Waren zusendet oder sonstige Leistungen anbietet, die dieser nicht bestellt hat, ihm also ohne zurechenbare Aufforderung zugehen. Dieser Fall ist in § 241a des Bürgerlichen Gesetzbuches (BGB) geregelt. Durch die unbestellte Leistung werden in der Regel keinerlei Ansprüche begründet.

## Entstehungsgeschichte
Im Regelfall erhält der Verbraucher Waren oder sonstige Leistungen dann, wenn er sie zuvor bestellt hat. Einige Unternehmen nutzten in der Vergangenheit jedoch eine gesetzlich nicht geregelte Situation und sandten willkürlich ausgewählten Verbrauchern Waren auch ohne vorherige Bestellung zu. Im Rahmen der Umsetzung von Artikel 9 der Richtlinie 97/7/EG des Europäischen Parlaments und des Rates vom 20. Mai 1997 über den Verbraucherschutz bei Vertragsabschlüssen im Fernabsatz (ABl. EG Nr. L 144 S. 19) wurde der deutsche Gesetzgeber tätig und schuf durch das Gesetz über Fernabsatzverträge und andere Fragen des Verbraucherrechts sowie zur Umstellung von Vorschriften auf Euro vom 27. Juni 2000 mit § 241a BGB eine Bestimmung, die den Fehlentwicklung entgegenwirken sollte. § 241a BGB trug damals den Titel Lieferung unbestellter Sachen. Seither begründet die unaufgeforderte Zusendung von Waren oder unaufgeforderte Erbringung sonstiger Leistungen durch einen Unternehmer keine Ansprüche mehr gegen den Verbraucher. Die heutige Fassung wurde durch das Gesetz zur Umsetzung der Verbraucherrechterichtlinie und zur Änderung des Gesetzes zur Regelung der Wohnungsvermittlung vom 20. September 2013 geschaffen. Sie setzt Art. 27 der Richtlinie 2011/83/EU des Europäischen Parlaments und des Rates vom 25. Oktober 2011 über die Rechte der Verbraucher [...] (Verbraucherrechte-Richtlinie) um (ABl. EU Nr. L 304 S. 64).

## Voraussetzungen
Die Regelung bezieht sich nicht nur auf Waren, sondern auf alle Leistungen, also auf alles, was Gegenstand eines entgeltlichen Vertrags sein kann. Dies umfasst insbesondere auch die in der Verbraucherrechterichtlinie genannte Dienstleistung. Ebenfalls umfasst ist die Lieferung von digitalen Inhalten, egal ob verkörpert (Ware) oder nicht (sonstige Leistung).
Unbestellt ist eine Leistung, wenn der Verbraucher in keiner zurechenbarer Weise die Leistung veranlasst hat; weder durch einen Antrag des Verbrauchers noch beispielsweise durch eine invitatio ad offerendum.
Die Leistung muss durch einen Unternehmer im Sinne des § 14 BGB gegenüber einem Verbraucher im Sinne des § 13 BGB veranlasst worden sein. Für die Prüfung der Eigenschaften als Unternehmer und Verbraucher ist auf die fiktive Lage abzustellen, die herrschen würde, wenn der Verbraucher die Leistung tatsächlich bestellt hätte.
§ 241a BGB begünstigt lediglich den Verbraucher; unberührt hingegen bleiben die allgemeinen Grundsätze des Vertragsrechts und die Sonderregelungen für Kaufleute im Rahmen des Handelsverkehrs (§ 362 HGB). Das Zusenden unbestellter Waren oder das Erbringen unbestellter Dienstleistungen gilt im deutschen Recht als Antrag.

## Rechtsfolgen
Sind die Voraussetzungen erfüllt, erwirbt der Unternehmer nach § 241a Abs. 1 BGB keine Ansprüche gegen den Verbraucher. Umgekehrt entstehen gegenüber dem Unternehmer für den Verbraucher keine Verpflichtungen, insbesondere unterliegt er keiner Rücksendungspflicht. Er muss auf die Lieferung nicht reagieren, er kann mithin schweigen. Das gilt selbst dann, wenn der Unternehmer erklärt, dass der Kaufvertrag bei Nichtablehnung oder Nichtrücksendung der Waren als geschlossen gelte oder der Verbraucher Aneignungs- oder Verbrauchshandlungen vornimmt (diese gelten – abweichend von der allgemeinen Regelung in § 151 BGB – nicht als Annahme).
Der Verbraucher wird zwar nicht Eigentümer, kann die zugesandten Sachen nach herrschender Meinung jedoch in beliebiger Weise gebrauchen, verbrauchen oder entsorgen, denn es trifft ihn keine Aufbewahrungspflicht. Konsequenterweise folgt bei vorsätzlicher Zerstörung der Sache auch nach herrschender Meinung keine Strafbarkeit, was allerdings strittig ist. Obgleich der Unternehmer Eigentümer der versendeten Ware bleibt, sind Herausgabeansprüche von Gesetzes wegen ausgeschlossen. Veräußert der Empfänger die Waren aber an einen Dritten, der von den Umständen Kenntnis hat, wird dieser hingegen herausgabepflichtig (§ 932 Abs. 2 BGB, § 985 BGB), denn mangels Gutgläubigkeit kann er Eigentum an der weitergereichten Ware nicht erlangen.
Aus der Gesetzesformulierung „kein Anspruch“ folgert die überwiegende Literatur, dass jegliche Gebrauchs-, Verbrauchs-, Zueignungs- oder gar Zerstörungshandlungen für den Verbraucher ohne Konsequenzen bleiben. Davon werden auch derivative Ansprüche auf Nutzungsherausgabe und Schadensersatz gegen den Verbraucher erfasst. Der Ausschluss jeglicher Ansprüche wird in der Gesetzesbegründung als wettbewerbsrechtliche Sanktion gegen den Unternehmer bezeichnet und soll auf eine Schenkung hinauslaufen können. Der Unternehmer kann bei Kenntnis der Rechtsfolgen des § 241a Abs. 1 BGB aus Ingebrauchnahme der Sache durch den Empfänger nicht herleiten, dass dieser den Willen zum Abschluss eines Kaufvertrages mitbringt. Aneignungs- und Gebrauchshandlungen kommen im Rahmen des Anwendungsbereiches des § 241a Abs. 1 BGB nicht der objektive Erklärungswert einer Vertragsannahme zu. Das Eigentum des Unternehmers tritt hinter die Interessen des Verbrauchers – der vor einer wettbewerbswidrigen Belästigung geschützt werden soll – zurück. Der Gesetzgeber nimmt ausnahmsweise das dauerhafte Auseinanderfallen von Eigentum und Besitz bewusst in Kauf.
Bezahlt der Verbraucher die Ware (trotz Kenntnis der fehlender Rechtspflicht), ist streitig, ob darin eine Vertragsannahme liege oder nicht.
Sendet der Verbraucher die unbestellte Ware zurück (obwohl er dies nicht zu tun braucht), muss der Unternehmer die dadurch entstandenen Kosten gemäß § 677,§ 683 BGB ersetzen (aus gerechtfertigter Geschäftsführung ohne Auftrag).

## Ausnahmen
In § 241a Abs. 2 BGB sind Ausnahmen geregelt. Dabei enthält Abs. 2 zwei Alternativen. Hat der Verbraucher Kenntnis (oder fahrlässig Unkenntnis) davon, dass die Warensendung an ihn irrtümlich erfolgte, sei es durch die irrige Annahme einer Bestellung seitens des Unternehmens oder durch irrtümlichen Zugang bei ihm als Empfänger, so gilt der Ausschluss von Ansprüchen nicht für gesetzliche Ansprüche. Klassische Fälle sind die Namensgleichheit des Empfängers an derselben Wohnanschrift oder in der näheren Nachbarschaft.

## Zwingendes Recht und Umgehungsverbot
§ 241a Abs. 3 BGB enthält die Aussage, dass es sich um zwingendes Recht handele, das also von den Vertragsparteien nicht anders vereinbart werden kann, und ein Verbot der Umgehung durch anderweitige Gestaltungen.